# Shintai

O Monte Fuji é o shintai mais famoso do Japão

No xintoísmo, shintai (神体, "corpo do kami"), ou go-shintai (御神体, "corpo sagrado do kami") quando o prefixo honorífico go- é usado, são objetos físicos adorados em (ou perto de) santuários xintoístas como repositórios nos quais os espíritos ou kami residem. O shintai usado nas seitas e escolas xintoístas (jinja shintō) também pode ser chamado de mitamashiro (御霊代, "reposição" ou "substituição" de "espírito").
Apesar do que seu nome possa sugerir, os shintai não são parte dos kami, mas apenas repositórios temporários que os tornam acessíveis aos seres humanos para adoração. Os shintai também são necessariamente yorishiro, ou seja, objetos naturalmente capazes de atrair kami.

## Descrição
Os shintai mais comuns são objetos feitos pelo homem como espelhos, espadas, joias (por exemplo, pedras em forma de vírgula chamadas magatama), gohei (varinhas usadas durante ritos religiosos) e esculturas de kami chamadas shinzō (神像), mas eles também podem ser objetos naturais, como rochas (神石, shinishi), montanhas (神体山, shintai-zan), árvores (神木, shinboku) e cachoeiras (神滝, shintaki) Antes da forçada separação de kami e Budas de 1868 (shinbutsu bunri), um shintai poderia até ser a estátua de uma divindade budista.
Shintai famosos incluem o espelho (parte dos três tesouros sagrados), o Monte Miwa, o Monte Nantai, as Cataratas de Nachi e as rochas Meoto-Iwa. Muitas montanhas como o Monte Miwa ou as Três Montanhas de Kumano (Kumano sanzan) são consideradas shintai e, portanto, chamadas de shintaizan (神体山, montanha shintai). O shintai mais conhecido e renomado é o Monte Fuji.
Um yokozuna, um lutador no topo da pirâmide de poder do sumô, é um shintai vivo. Por esta razão, sua cintura é circundada por um shimenawa, uma corda sagrada que protege os objetos sagrados dos espíritos malignos. Um kannushi, isto é, um sacerdote xintoísta, pode se tornar um shintai vivo quando um kami entra em seu corpo durante as cerimônias religiosas.
A fundação de um novo santuário requer a presença de um shintai preexistente de ocorrência natural (uma rocha ou cachoeira abrigando um kami local, por exemplo) ou de um artificial que deve, portanto, ser adquirido ou feito para esse propósito. Um exemplo do primeiro caso são as Cataratas de Nachi, adoradas no Santuário Hiryū perto de Kumano Nachi Taisha e que se acredita serem habitadas por um kami chamado Hiryū Gongen. No segundo, o mitama (espírito) de um kami é dividido ao meio através de um processo chamado kanjō e uma das metades é então armazenada em um yorishiro. Este é o processo que levou à criação de redes de santuários que abrigam o mesmo kami, como o 
santuário Hachiman, o santuário Inari ou as redes de santuários Kumano, por exemplo.
Como com o passar dos anos os shintai são embrulhados em mais e mais camadas de tecido precioso e armazenados em mais e mais caixas sem nunca serem inspecionados, suas identidades exatas podem ser esquecidas.
O primeiro papel de um santuário é abrigar e proteger seus shintai e os kami que os habitam. Se um santuário tiver mais de uma construção, aquela que contém o shintai é chamada de honden. Por se destinar ao uso exclusivo dos kami, é sempre fechada ao público e não é usada para orações ou cerimônias religiosas. Os shintai deixam o honden apenas durante os festivais (matsuri), quando é colocado em um "palanquim divino" (mikoshi, termo geralmente traduzido como "santuário portátil"), e carregado pelas ruas entre os fiéis. O santuário portátil é usado para proteger fisicamente o shintai e escondê-lo de vista.

## Exemplo

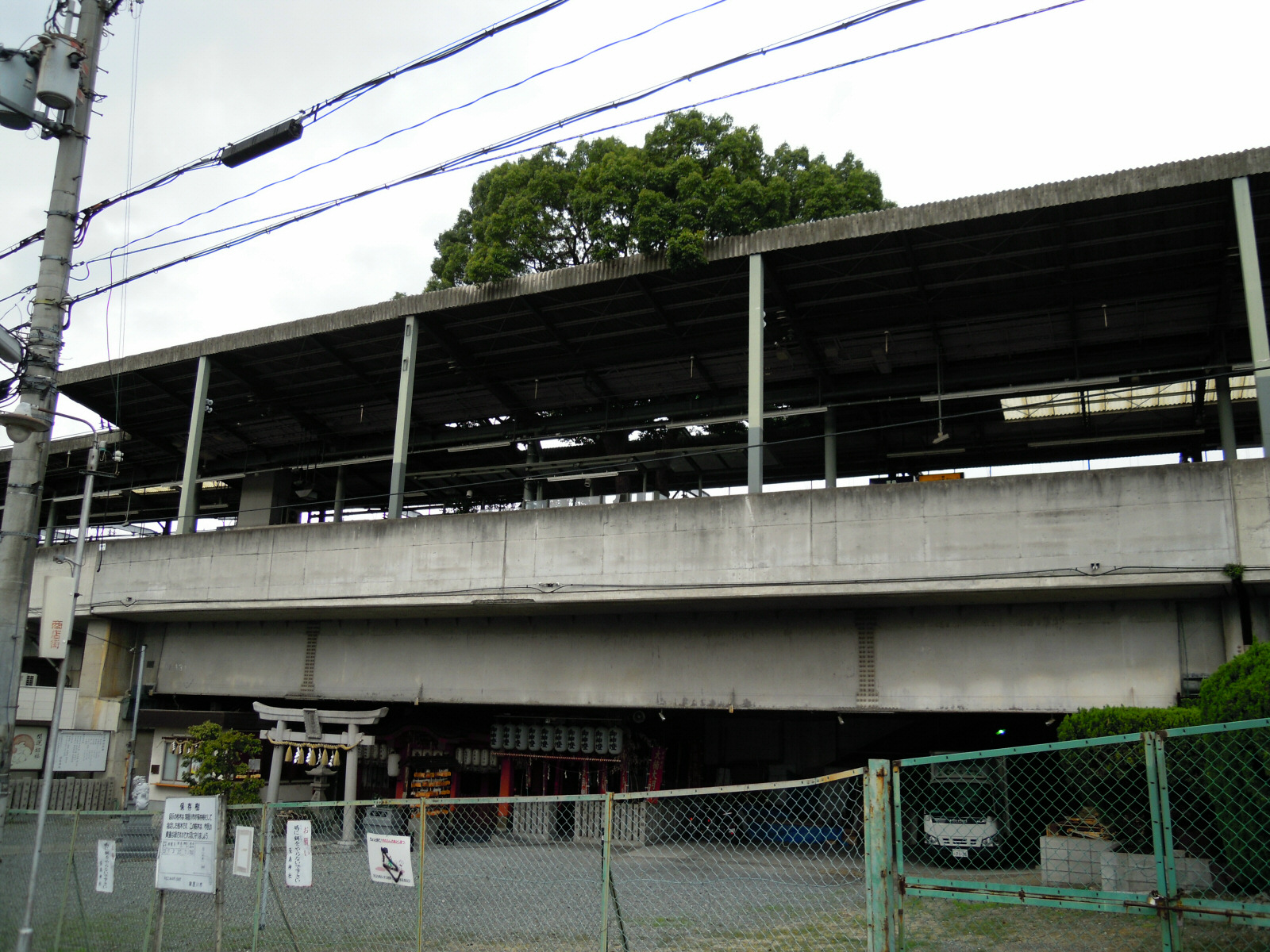
Árvore sagrada cânfora com santuário na base da Estação Kayashima.

Um exemplo da importância de uma árvore sagrada é a cânfora de 700 anos que cresce no meio da Estação Kayashima. Moradores protestaram contra a movimentação da árvore quando a estação ferroviária teve que ser ampliada, então a estação foi construída ao redor dela.